# 新萨帕塔主义

新萨帕塔主义运动旗帜

新萨帕塔主义（西班牙語：Neozapatismo），有时简称萨帕塔主义，是萨帕塔民族解放军制定和实施的政治哲学与实践。自恰帕斯冲突开始以来，萨帕塔民族解放军在墨西哥恰帕斯州的多个社区建立了政府。根据其拥护者的说法，这并不是一种意识形态：“萨帕塔主义不是一种新的政治意识形态，也不是旧意识形态的翻版……没有普遍的公式、路线、策略、战术、法律、规则或口号。只有一个愿望：建立一个更好的世界，即一个新世界。”
观察者认为萨帕塔民族解放军受到了自由意志社会主义和马克思主义的影响。
正如伦敦大学学院媒体研究讲师安东尼·法拉梅利所写的：“萨帕塔主义并不是试图开创和/或领导任何形式的反对新自由主义的抵抗，而是促进抵抗的相遇，并使其有机地形成摆脱剥削的世界。”
其他人则提出了更广泛的新萨帕塔主义概念，超越了政治哲学和实践的范畴。例如，东密歇根大学政治学教授理查德·施塔勒-肖尔克认为：“实际上，至少存在三种萨帕塔主义：一种是武装起义……第二种是正在萨帕塔‘支持基地社区’中构建的自治政府项目……第三种是（国家和）国际间受萨帕塔意识形态和话语启发的团结网络。”